# Coupe Spengler 1947
Navigation
Édition précédente Édition suivante
La Coupe Spengler 1947 est la 23e édition de la Coupe Spengler. Elle se déroule en décembre 1947 à Davos, en Suisse.

## Règlement du tournoi
Les équipes sont regroupés au sein d'un seul groupe. Les équipes jouent un match contre chacune des autres équipes. Le premier de la poule est déclaré vainqueur de la Coupe Spengler.

## Résultats des matchs et classement
| 29 décembre | Zürcher SC | 5-6 (1-2, 1-0, 3-4) | HC Davos |  |

| 29 décembre | Montchoisi HC | 2-11 (0-4, 2-1, 0-6) | LTC Prague |  |

| 30 décembre | HC Davos | 12-1 (4-1, 3-0, 5-1) | Montchoisi HC |  |

| 30 décembre | Zürcher SC | 1-5 (1-2, 0-2, 0-1) | LTC Prague |  |

| 31 décembre | Zürcher SC | 8-9 (pr) (1-1, 4-5, 3-2, 0-1) | Montchoisi HC |  |

| 31 décembre | HC Davos | 2-3 (1-1, 0-2, 1-0) | LTC Prague |  |

| Clt   | Équipe        | PJ | V | D | N | BP | BC | Pts |
| ----- | ------------- | -- | - | - | - | -- | -- | --- |
| +001, | LTC Prague    | 3  | 3 | 0 | 0 | 19 | 5  | 6   |
| +002, | HC Davos      | 3  | 2 | 1 | 0 | 20 | 10 | 4   |
| +003, | Montchoisi HC | 3  | 1 | 2 | 0 | 13 | 31 | 2   |
| +004, | Zürcher SC    | 3  | 0 | 3 | 0 | 14 | 20 | 0   |

- Vainqueur de la compétition